# Michaił Prżewalski
Michaił Aleksiejewicz Prżewalski (Przewalski), ros. Михаил Алексеевич Пржевальский (ur. 24 października?/5 listopada 1859 w guberni twerskiej, zm. 13 grudnia 1934 w Belgradzie) – rosyjski generał piechoty.

## Życiorys
Ukończył Pietrowskie Gimnazjum Wojskowe w Połtawie, Aleksandryjską Oficerską Szkołę Artylerii i Michajłowska Akademię Artylerii. Mianowany na stopień oficerski w 1879 w 2 Brygadzie Artylerii gwardii cesarskiej. W 1888 ukończył Mikołajewską Akademię Sztabu Generalnego.
Po zakończeniu akademii dowodził kompanią. Od listopada 1888 szef oddziału musztry sztabu Twierdzy Michajłowskiej. Od kwietnia 1891 oficer do zadań specjalnych przy dowódcy Kaukaskiego Okręgu Wojskowego. W latach 1892–1901 sekretarz rosyjskiego konsula generalnego w Erzerumie. Wykonywał zadania wywiadowcze. Od 10 lipca 1901 szef sztabu 39 Dywizji Piechoty, od lipca 1903 dowódca 159 Kubańskiego pułku piechoty. Od lutego 1905 szef sztabu Kubańskich, a od maja 1906 Terskich Wojsk Kozackich. 2 kwietnia 1906 mianowany generałem majorem. Od 13 grudnia 1908 dowódca Kubańskiej Brygady. Brygadą dowodził do początku I wojny światowej.
Z początkiem wojny dowódca Oddziału Sarykamyskiego. Dowodził pomyślnie operacją sarykamyską i obroną Sarykamysza (Sarıkamış – miasto we wschodniej Turcji), za co w styczniu 1915 mianowany do stopnia generała lejtnanta. Od lutego 1915 dowódca 2 Turkiestanskiego Korpusu Armijnego, którym dowodził z powodzeniem w walkach na terenie Turcji. Od 19 listopada 1916 generał piechoty (odpowiednik generała pułkownika). Za zasługi w walkach wyróżniony orderem Świętego Jerzego 4 i 3 stopnia. Od 3 kwietnia 1917 dowódca Armii Kaukaskiej, a od 31 maja dowódca Frontu Kaukaskiego.
W 1917 działania wojenne na Kaukaskim Teatrze Działań Wojennych miały trzecioplanowy charakter. Wojska Frontu pod wpływem działalności rewolucyjnej traciły gotowość bojową. 28 grudnia 1917 dowodzenie Frontem Kaukaskim przejął Rewolucyjny Komitet Wojenny. Gen. Prżewalski widząc bezsens takiego dowodzenia złożył dymisję i opuścił armię, pozostawiając na swoim stanowisku szefa sztabu gen. Jewgienija Lebiedinskiego.
Po odejściu z Frontu wstąpił do wojsk białych. W końcu 1917 został wyznaczony przez gen. Antona Denikina dowódcą Wojsk Ochotniczych na Kaukazie. W 1919 opuścił Rosję i udał się na emigrację.